# Lasianthus hexandrus
Lasianthus hexandrus är en måreväxtart som beskrevs av Carl Ludwig von Blume. Lasianthus hexandrus ingår i släktet Lasianthus och familjen måreväxter.
Artens utbredningsområde är Java. Inga underarter finns listade i Catalogue of Life.